# Vinasat-1
Vinasat-1 è un satellite per telecomunicazioni. È stato il primo satellite vietnamita. 
Il satellite, con una massa al lancio di 2.637 Kg, è stato costruito dalla Lockheed Martin per conto del governo vietnamita. Il lancio è stato effettuato con successo il 18 aprile 2008 dal Centro spaziale guyanese con un razzo vettore Ariane 5. Vinasat-1, posto in orbita geostazionaria, è stato realizzato con lo scopo di migliorare le telecomunicazioni in Vietnam e consentire a tutte le comunità rurali di dotarsi di telefoni e televisori. Il satellite, che oltre al Vietnam assicura copertura all'Asia orientale, ha una durata programmata di 15 anni.